# Jordão Diogo
Jordão da Encarnação Tackey Diogo (Lisboa, 12 de novembro de 1985) é um futebolista de São Tomé e Príncipe, onde possui origens.

## Carreira
Debutou profissionalmente na temporada 2004–05, ao serviço do Alverca, mas não jogou partidas oficiais - foi empreestado ao Carregado pouco depois. Jogou também nas divisões inferiores da Inglaterra, onde vestiu as camisas de Chelmsford City, Lewes e Aveley, além de jogar no KR Reykjavík (Islândia).
Desde 2010 (com exceção de uma rápida passagem pelo Vitória de Setúbal, onde não chegou a entrar em campo), Jordão Diogo atua no futebol da Grécia, atuando por Panserraikos, Panachaiki, Panthrakikos, Kerkyra e Levadeiakos.

## Carreira internacional
Jordão Diogo optou em jogar pela Seleção São-Tomense em 2015, estreando pelos Falcões e Papagaios contra a Etiópia, pelas eliminatórias africanas para a Copa de 2018.